# تپه کچکه خزینه
تپه کچکه خزینه مربوط به دوره اشکانیان - دوره ساسانیان است و در شهرستان اسلام‌آباد غرب، بخش مرکزی، دهستان حومه شمالی، ۱/۴ کیلومتری شرق روستای مله امیرخان واقع شده و این اثر در تاریخ ۲۶ اسفند ۱۳۸۷ با شمارهٔ ثبت ۲۵۶۷۵ به‌عنوان یکی از آثار ملی ایران به ثبت رسیده است.